# Феноменологія (наука)
Феноменоло́гія — термін, який використовують у природознавстві, особливо у фізиці, для позначення сукупності знань, які визначають взаємозв'язок між різними спостереженнями явищ (феноменів) загалом не порушуючи принципів фундаментальнії теорії, але безпосередньо не виводячи цих взаємозв'язків із неї. Феноменологічна теорія зв'язує результати спостережень математичними формулами, не вникаючи в їхнє фундаментальне значення. 
Феноменологія є посередником між експериментом і теорією. Границі між теорією і феноменологією нечіткі. Феноменологічний опис явища не дозволяє його зрозуміти, але відіграє значну роль у науці. 
Прикладом феноменологічної теорії може бути, наприклад, закон Гука для пружини. Загальні міркування підказують, що для більшого розтягання пружини треба прикласти більшу силу. Точний зв'язок між силою та видовженням пружини невідомий, але можна припустити, що при малих деформаціях сила повинна бути лінійнопропорційною видовженню: 
{\displaystyle F=-kx}
де  F — сила, х - видовження, а k - феноменологічний параметр, який називають коефіцієнтом жорсткості. Вимірявши k для одного видовження, фізик отримує в своє розпорядження формулу приблизно справедливу для будь-якого достатньо малого видовження. При цьому він абстрагується від будови пружини, типу взаємодії між її атомами, тобто не будує підвалини своєї теорії, виходячи з фундаментальних законів.
Історично, більшість фізичних явищ вивчалися спочатку феноменологічно, і тільки потім, з накопиченням даних, створювалися фундаментальні теорії, що давали пояснення на глибшому рівні.

## Виноски
1. ↑  Thewlis, J. (Ed.) (1973). Concise Dictionary of Physics. Oxford: Pergamon Press, p. 248.